# Tuanjiu
Tuanjiu (kinesiska: 团氿) är en sjö i Kina. Den ligger i provinsen Jiangsu, i den östra delen av landet, omkring 120 kilometer sydost om provinshuvudstaden Nanjing. Runt Tuanjiu är det i huvudsak tätbebyggt.
Genomsnittlig årsnederbörd är 1 542 millimeter. Den regnigaste månaden är juli, med i genomsnitt 268 mm nederbörd, och den torraste är december, med 50 mm nederbörd.